# Баштерма
Баштерма́ (рос. Баштерма, башк. Баштирмә) — присілок у складі Благоварського району Башкортостану, Росія. Входить до складу Ямакаївської сільської ради.
Населення — 17 осіб (2010; 13 в 2002).
Національний склад:
- башкири — 100 %